# 科托韋茨河
科托韋茨河（烏克蘭語：Котовець），是烏克蘭西南部的河流，屬於錫雷特河的左支流。該河流經切爾尼夫齊州的切爾尼夫齊區，河道全長18公里，流域面積71平方公里。